# Ōmu Komachi

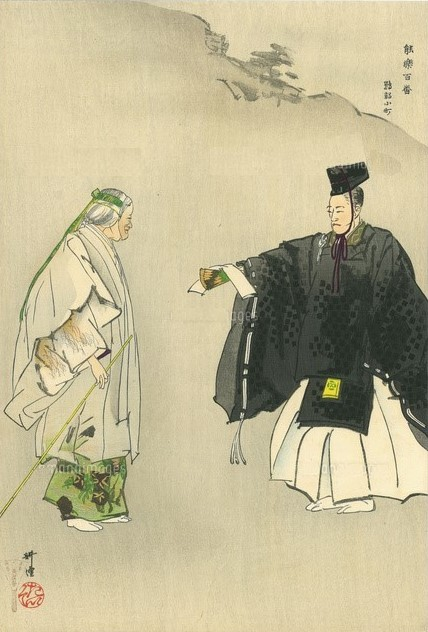
Szene aus dem Drama

 Ōmu Komachi (japanisch 鸚鵡 小町), Papagai Komachi, Erwiderungs-Komachi, ist der Titel eines Nō-Dramas von Zeami. Das Stück, eins der fünf über die gefeierte Dichterin Ono no Komachi, ist im Rahmen der Nō-Kategorie ein Drittspiel. 

## Vorbemerkung
Es treten folgende Personen auf:
- Waki: Priester Yukiie (行家)
- Shite: Junge Frau

## Handlung
1. Vorspiel: Yukiie tritt auf mit Namennennungsflöte. Namennennung: „Im Dienste Yōzeis bin ich der neue Dainagon Yukiie. Der Kaiser, der Dichtung über alles schätzt, hat vernommen, dass Ono no Komachi, welche darin nicht ihresgleichen hat, nun hundertjährig einsam im Tempel Sekidera lebt. Er sendet mich mit einem selbstverfassten Gedicht zu ihr, um seine Teilnahme auszudrücken.“
2. Ono no Komachi erscheint mit orchestralem Klang. Die alte einsame Dichterin wird dargestellt.
3. Gespräch. Das kaiserliche Gedicht wird überreicht. Lobpreis und Dank. Erwiderung mit geringer Änderung (ōmu-gaeshi) desselben. Das Gedicht (in freier Übertragung): „Hoch in den Wolken (d. h. im Kaiserpalast) hat sich das Einst nicht gewandelt, (Du) an der Stätte des Kaisers gewohnt“ (in herrlichen Zeiten) „denkst  du oftmals (sehnend, liebend) daran?“ Komachi ändert in außerordentlich geschickter Weise das fragende  ya in das gewisslich antwortende zo.[A 2]
4. Steigerung. Komachi über Dichtkunst sprechend, Yukiie bringt die Rede auf Narihira (業平)[A 3] und dessen Hōraku no mai (法楽舞) zu Ehren der Gottheit des Juwelenfurtinsel-Tempels, nämlich Tamatsushima myōjin (玉津島明神), die als eine der drei Schutzgottheiten der Dichtkunst verehrt wird. Dies geht in natürlicher Weise über in dargestellte Rhythmik, Plastik, Tanz nach Art von Narihiras Hōraku no mai, vorgetragen von der hochgealterten, einst gefeierten Frau, gipfelnd in einen Gedichtvortrag über Gedichte (waka) und das ōmu-gaeshi.
5. Schmerzlicher Abschied Yukiies von der einsamen Gestalt Komachis. Schlusschor.